# Жан Батіст Буссенго
Буссенго Жан Батіст (фр. Jean Baptiste Dieudonné Boussingault; 2 лютого 1802 — 11 травня 1887) — французький учений, один із засновників агрохімії, член Паризької академії наук (з 1839 р.).
Досліджував живлення рослин. Першим почав вивчати колообіг речовин (у землеробстві). Довів, що всі рослини (крім бобових) беруть Нітроген із ґрунту, а бобові самі здатні нагромаджувати його. Довів, що вміст Карбону в урожаї не пов'язаний з вмістом його в гної і що джерелом Карбону для зелених рослин є вуглекислий газ повітря.
Вивчав газообмін у рослин і тварин, вплив нітратів та фосфатів на розвиток рослин.

## Біографія
Народився в Парижі. Його батько був солдатом в відставці, мати — дочкою бургомістра Вецлара. Сім'я не могла собі позволити дати сину ліцейську освіту, і Буссенго займався самоосвітою, відвідуючи публічні лекції Коледжу де Франс і Національного музею. В 1818 році поступив в школу Сант-Етьєн. В Школі познайомився з Б. Фурнероном. Декан школи Л. А. Боньє, захоплений здібностями, скоро став доручати йому проведення експериментів, і молодий Буссенго доказав, що сталь містить кремінь. В 1820 році, через півтора року навчання, він дістав диплом з відзнакою.
В 1822 році після доручення англійського гірського товариства з рекомендацією А. Гумбольдта поїхав в Південну Америку, де протягом кількох років вивчав метеорологію і геологічні особливості Анд, подорожуючи по Венесуелі, Колумбії, Перу, Чилі, Еквадорі в складі армії генерала Саймона Болівара. Буссенго виконував функції гірського інженера.
В числі інших досліджень, в цей період Ж. Б. Буссенго вивчав землетруси, тропічні дощі, родовища чилійської селітри, визначав склад газів в кратерах вулканів, був першим європейцем, що піднявся на вулкан Чимборасо (Еквадор, 6267 м). Провадив золотодобуванням для англійської компанії.
Після повернення у Францію в 1839 році, Буссенго потрапляє в Академію наук, потім стає професором хімії в Ліонеі, потім — в Версальскій агрохімічному інституті. В 1841 році, дістав місце професора на кафедрі сільського хазяйства і кафедрі аналітичної хімії в, переїжджає в Париж. Свої дослідні роботи Буссенго проводив в лабораторії в Бехельброні.
В 1848 році Ж. Б. Буссенго обирається в Національне зібрання від департаменту Нижнього Рейну, де виступає за республіканські позиції. За три роки його звільняють з посади професора за політичні переконання, але під тиском наукового світу (колеги Буссенго погрозили звільнитися повним складом) поновлюють на посаді. В 1849—1851 роках Буссенго стає членом Державної ради, але з утворенням Другої імперії він відходить від політики.
Буссенго дістав ордена Почесного легіону. В 1878 році дістав медаль Коплі (вищі нагороду Королівського товариства).

## Наукові праці
Перші роки Ж. Б. Буссенго писав мемуари на геологічні и метеорологічні теми зі матеріалами, зібраними під час перебування в Північній Америці. З 1836 року Буссенго присвячує себе переважно агрохімії и фізіології рослин.
Роботи Буссенго в області агрохімії настільки просунули молоду науку, що вчений вважається одним з її основоположників, а також одним з засновників наукового рослинництва. Також праці Буссенго мали великий вплив на ґрунтознавство.
Зроблена Ж. Б. Буссенго в 1835 році наукова сільськогосподарська станція «Бехельбронн» — перша в Західній Європі. В дослідах Буссенго використовував точний хімічний аналіз складу ґрунту і органічних продуктів.
Серед наукових досягнень Ж. Б. Буссенго можна назвати:
- введення в науку уявлення про кругообіг елементів і його наслідки (разом з Лібіхом);
- доведення присутності азоту не тільки в тваринах, як думали раніше, але і в рослинах;
- гіпотеза про те, що рослинам необхідний азот з ґрунту, і експериментальна перевірка її. Дослідним шляхом Буссенго заперечив представлення Лібіха про те, що рослини отримують азот листям з повітря і доказав необхідність для більшості рослин внесення в ґрунт азотних добрив. В 1840 році показав, що рослини отримують азот з нітратів ґрунту також вивчав вплив фосфатів;
- відкриття азотофіксації бобових рослин (разом з Г. Гельрігелем). В 1830-х роках Буссенго виявив, що бобові не тільки не поглинають азот ґрунту, але і викидають в нього азот.;
- проведення дослідів з годуванням тварин різними продуктами, показавши, що багаті азотом корми дають ліпші результати;
- вивчення складів сталей і розробка перших хромистих сталей;
- вивчення точного складу повітря;
- дослідження харчової цінності деяких продуктів;
- вивчення хімічного складу природного асфальту;
- роботи над пошуком миш'яку.